# Marc Janssen (acteur)
Marc Janssen (Brecht, 1940 - Antwerpen, 14 maart 2017) was een Vlaams acteur.
Hij studeerde in 1961 af aan de Studio Herman Teirlinck.
Marc Janssen was meer dan dertig jaar actief als theateracteur waarin hij door de jaren en per seizoen vele rollen vertolkte, meer dan dertig jaar onafgebroken verbonden aan de Koninklijke Nederlandse Schouwburg in de Bourla.
Janssen speelde in 1983 de hoofdrol in de politiefilm Zaman van Patrick Lebon. Het was de tweede film van Lebon waarin hij meespeelde, want ook in het sociaal drama Hellegat uit 1980 vertolkte hij een rol. In de televisieserie Ons geluk uit 1995 vertolkte hij de rol van Witten D'Hert. Daarnaast speelde Janssen in tientallen televisieseries, langspeelfilms en televisiefilms.